# Muntele Umm Daraj
Muntele Umm Daraj (în arabă جبل أم الدرج) este un munte situat în partea de nord a Iordaniei, la granițele dintre Guvernoratul Jerash și Guvernoratul Ajloun. Atinge o înălțime de 1.247 m (4.091 ft), și este considerat cel mai înalt vârf din nordul Iordaniei.

## Geografie
Este situat la nord-vest de Jerash și la est de Ajloun, între orașele: Souf, Anjara, și Sakib.

## Ecologie
Mai multe tipuri de copaci cresc pe munte, printre care stejar, arțar, chiparos, roșcov și fistic sălbatic. Printre plantele care cresc, există mai multe specii, cum ar fi iris negru și narcisă sălbatică.